# Ross (Schiff, 1997)
Die USS Ross (DDG-71) ist ein Zerstörer der amerikanischen Arleigh-Burke-Klasse. Sie ist benannt nach Captain Donald K. Ross, der sich während des Angriffs auf Pearl Harbor ausgezeichnet hat.

## Geschichte
DDG-71 wurde 1992 genehmigt und im April 1995 bei Ingalls Shipbuilding auf Kiel gelegt. Im März 1996 lief das Schiff vom Stapel und wurde von der Witwe des 1992 gestorbenen Ross, Mrs. Helen Ross, getauft. Die offizielle Indienststellung in die Flotte der United States Navy fand im Juni 1997 statt. Nach ersten Übungen ging die Ross zur Post Shakedown Availability wieder in die Werft.
Nach weiteren Trainings- und Übungsfahrten begann Anfang 1999 die erste Verlegung der Ross, mit der Kampfgruppe um die Theodore Roosevelt fuhr der Zerstörer während der Operation Allied Force im Mittelmeer. Nach dem Ende der Fahrt im September folgte die nächste Verlegung im Mai 2000, als die Ross an der Übung BALTOPS teilnahm. Während dieser Zeit lief die Ross auch in Kiel ein. 2001 war das Schiff an der Operation Enduring Freedom beteiligt.
2006 fuhr die Ross im Rahmen der Standing NATO Maritime Group 2 im Mittelmeer. Im Februar 2008 wurde sie als Geleitschutz für die Nassau ins Mittelmeer und den Nahen Osten verlegt. 2010 folgte eine Verlegung als Geleitschutz der Harry S. Truman.
Im Juni 2014 verließ die USS Ross ihren bisherigen Heimathafen, die Naval Station Norfolk und wurde in ihre neue Heimatbasis, die Marinebasis Rota verlegt.
Am 7. April 2017 feuerten die Ross und die Porter 59 Tomahawk-Marschflugkörper ab, um den syrischen Militärflugplatz asch-Schaʿirat anzugreifen.